# Rio Papagaio

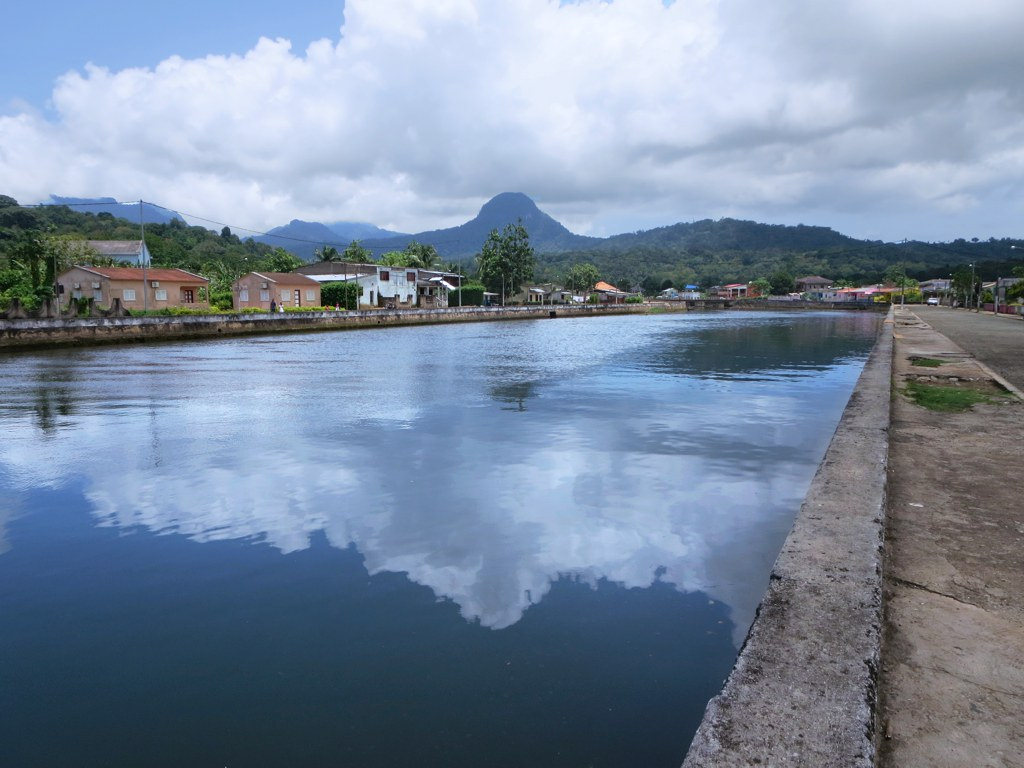
Rio Papagaio

O Rio Papagaio é um curso de água de São Tomé e Príncipe, localizado na ilha do Príncipe. Este curso de água corre para Norte até encontrar o mar junto à Baía de Santo Antônio.